# Trollholmen (Bømlo)
Ne doit pas être confondu avec Trollholmen ou Trollholmen (Bjørnafjorden).
Trollholmen est une île norvégienne du comté de Hordaland appartenant administrativement à Bømlo.

## Description
Rocheuse et couverte d'une légère végétation à l'exception de ses côtes désertiques, à fleur d'eau, elle s'étend sur environ 117 m de longueur pour une largeur approximative de 85 m.